# Moundville (Missouri)
Moundville è un villaggio degli Stati Uniti d'America, situato nello Stato del Missouri, nella contea di Vernon.